# 1-й Завокзальний провулок (Житомир)
1-й Завокзальний провулок — провулок в Корольовському районі міста Житомир. 

## Розташування
Розташований у завокзальній частині міста. Бере початок від Новогоголівської вулиці. Завершується перехрестям з Залізничною вулицею.

## Історія
Запроєктований у 1897 році з назвою 4-та Привокзальна лінія. На початку ХХ століття провулок здебільшого сформований; почала формуватися забудова.
У 1915 році відомий як Завокзальна вулиця. У 1942 році — Завокзальний провулок. 
Напередодні Другої світової війни забудова провулка майже сформована.